# Yamato Scale
Die Yamato Scale Co., Ltd. ist ein japanischer Hersteller von Wiegemaschinen und Wiegesystemen. Der Hauptsitz befindet sich in Akashi in Japan. Das Unternehmen ist in über 50 Ländern vertreten. Die Europazentrale des Unternehmens, Yamato Scale GmbH, befindet sich in Willich, Nordrhein-Westfalen.

## Geschichte

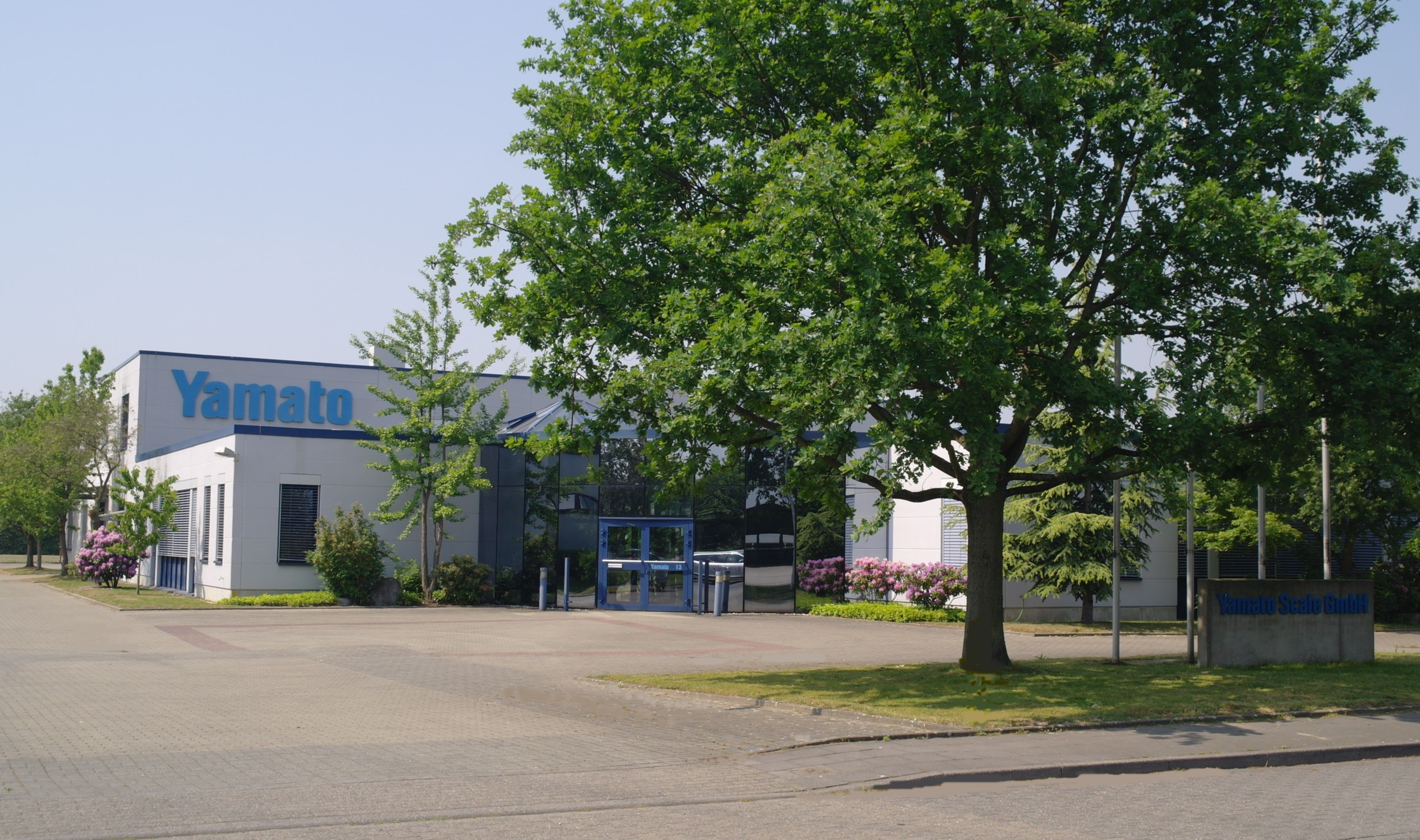
Europazentrale Yamato Scale GmbH in Willich, Nordrhein-Westfalen

Das Unternehmen wurde 1920 als Geschäftsbereich für Waagenproduktion (製衡部 seikō-bu) der Firma von Kawanishi Kikai K.K. gegründet. Das eigentliche Unternehmen wurde dann schließlich 1945 unter dem Namen Yamato Seikō K.K. ausgelagert und ist seitdem selbstständig. 1954 wurde zum ersten Mal die Dehnungsmessstreifen-Wiegezellen und die erste elektronische Kranwaage produziert. 1979 wurde eine Mehrkopfwaage mit Wägezelle Dataweigh ADW-110 entwickelt. 1980 wurde das Verfahren mit Datacell verfeinert, das Physikalisch-Technischen-Bundesanstalt (PTB) in Braunschweig zugelassen wurde. 1981 folgten Patente für Double Shift- und Speicherbehältertechnologie.
1985 wurde unter dem Namen Kumyong Yamato Scale Co. Ltd. die erste Auslandszentrale in Seoul, Korea gegründet. 1986 folgte die Yamato Scale GmbH in Düsseldorf, Deutschland. 1986 und 1988 starteten die beiden Mehrkopfwaagenserien RA und RB.
Von da an kam es zu zahlreichen Unternehmensgründungen in verschiedenen Ländern. So gründete sich 1990 Shanghai Yamato Scale Co. Ltd. in Shanghai, China und 1992 ebenfalls in China die Beijing Schouchang Yamato Electric Scale Co. Ltd. in Peking. 1993, 1998 und 2013 eröffnete man Filialen in den Vereinigten Staaten (1993 Yamato Scale Corporation USA in Mequon, Illinois, 1998 Yamato Corporation Dataweigh Division und 2013 das West Coast Office der Yamato Corporation USA in Lake Forest, Kalifornien).
Seit 1993 wird Yamato in der Schweiz von Ultramatic vertreten. 1994 kam die Yamato Scale Dataweigh UK Ltd. in Leeds, Großbritannien und 2000 Yamato Scale France in Paris hinzu. 1996 erhielt Yamato ein Patent auf ein digitales Dämpfungsfiltersystem.
2006 wurde Yamato Scale Russia in Moskau und 2008 Yamato Scale India in Neu-Delhi gegründet.  2010 wurde Yamato Scale Benelux in Goirle, Niederlande eröffnet. Gleichzeitig wurde die deutsche GmbH nach der Qualitätsmanagementnorm zertifiziert.
2014 öffnete sich die Firma nach Mexiko und Thailand. 2016 eröffnete eine Niederlassung für Norddeutschland in Hamburg sowie die Yamato Scale Italy in Parma.

## Unternehmen
Das Unternehmen produziert und vertreibt Wiegemaschinen und Wiegesystemen, die ein fester Bestandteil einer Verpackungslinie sind. Die Anlagen finden Anwendung für die Wiegung und Verpackung von Erzeugnissen der Nahrungsmittel-, Pharma-, Chemie- und Hardwareindustrie. Der Hauptsitz befindet sich in Akashi, Japan. Das Unternehmen ist in über 50 Ländern vertreten. Die Europazentrale des Unternehmens, Yamato Scale GmbH, befindet sich in Willich, Nordrhein-Westfalen.
Zum Portfolio des Unternehmens gehören unter anderem folgende Maschinenbereiche:
- Mehrkopfwaagen (weitere Bezeichnungen des Produktes: Abfüllwaagen, Computer-Kombinationswaagen[3], Duplexwaagen, Durchlaufwaagen, Gravimetrische Dosierwaagen[4], Industriewaagen, Schüttwaagen, Teilmengen-Kumulationswaagen[5], Zählwaagen[6])
- Kontrollwaagen[7] (weitere Bezeichnungen des Produktes: Band-Kontrollwaagen, Dynamische-Kontrollwaagen, Checkweigher, Weight Checker)
- Halbautomatische Mehrkopfwaagen (weitere Bezeichnungen des Produktes: Halbautomatische Kombinationswaage, Semiautomatische Kombinationswaage)
- Sammelpacker (weitere Bezeichnungen des Produktes: Case Packer)
- Reifenprüfstände (weitere Bezeichnungen des Produktes: Reifenwuchtmaschinen)
- Integrierte Verpackungslösungen (weitere Bezeichnungen des Produktes: komplette Verpackungslinien, Projektabwicklung von Verpackungslinien, Verpackungslinien-Zubehör)

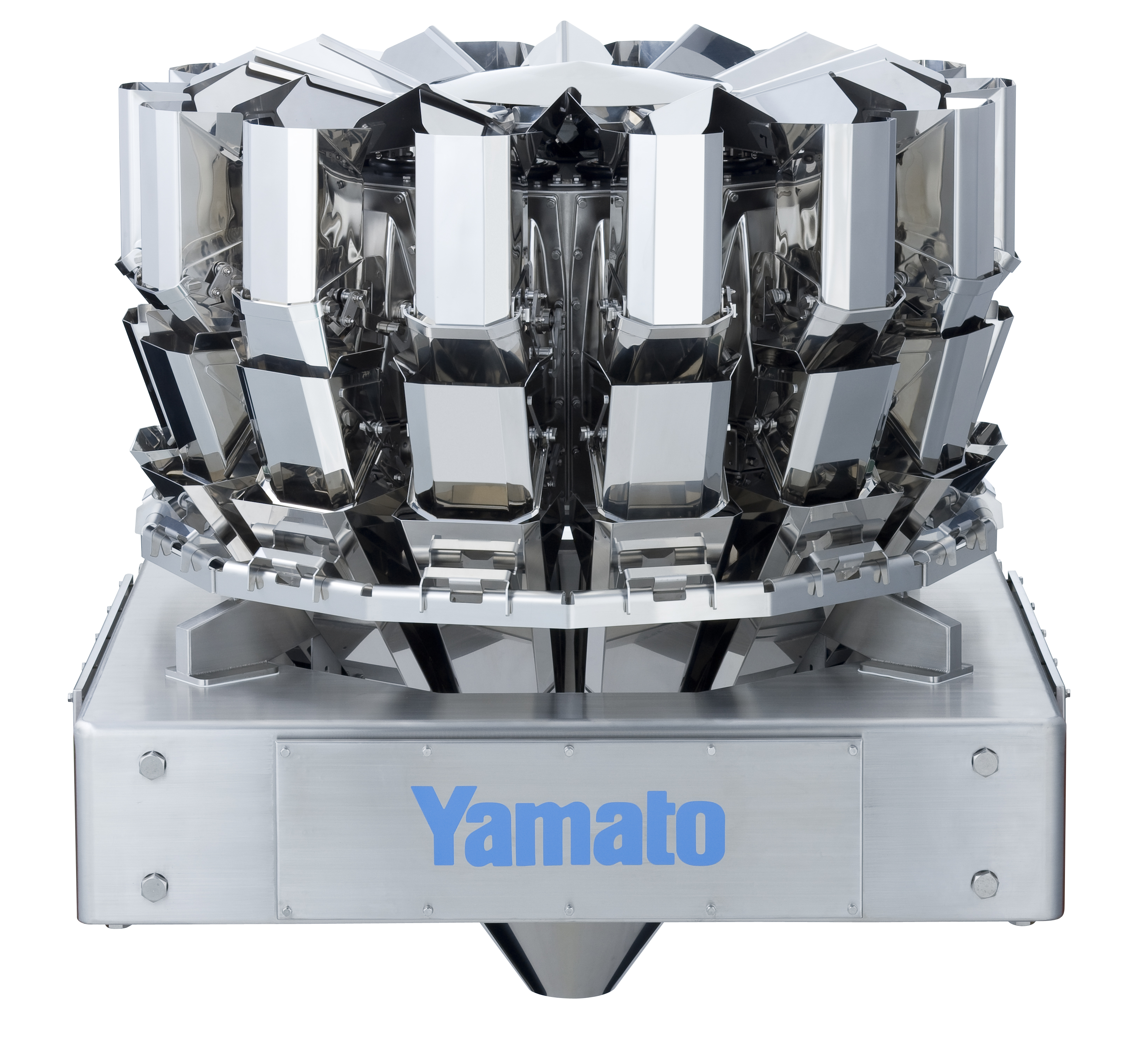
Mehrkopfwaage
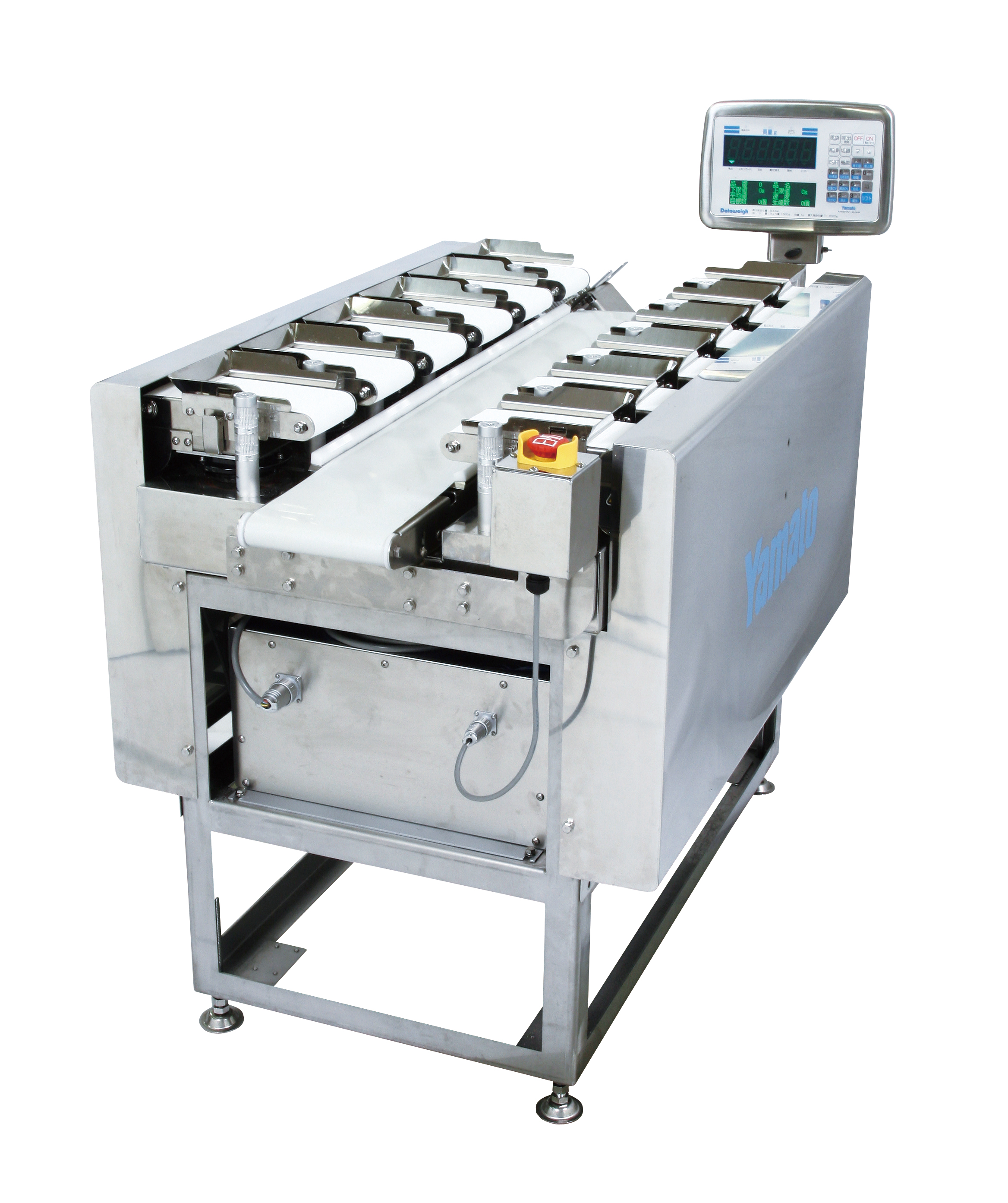
Semi-Automatische Mehrkopfwaage TSDW-205W
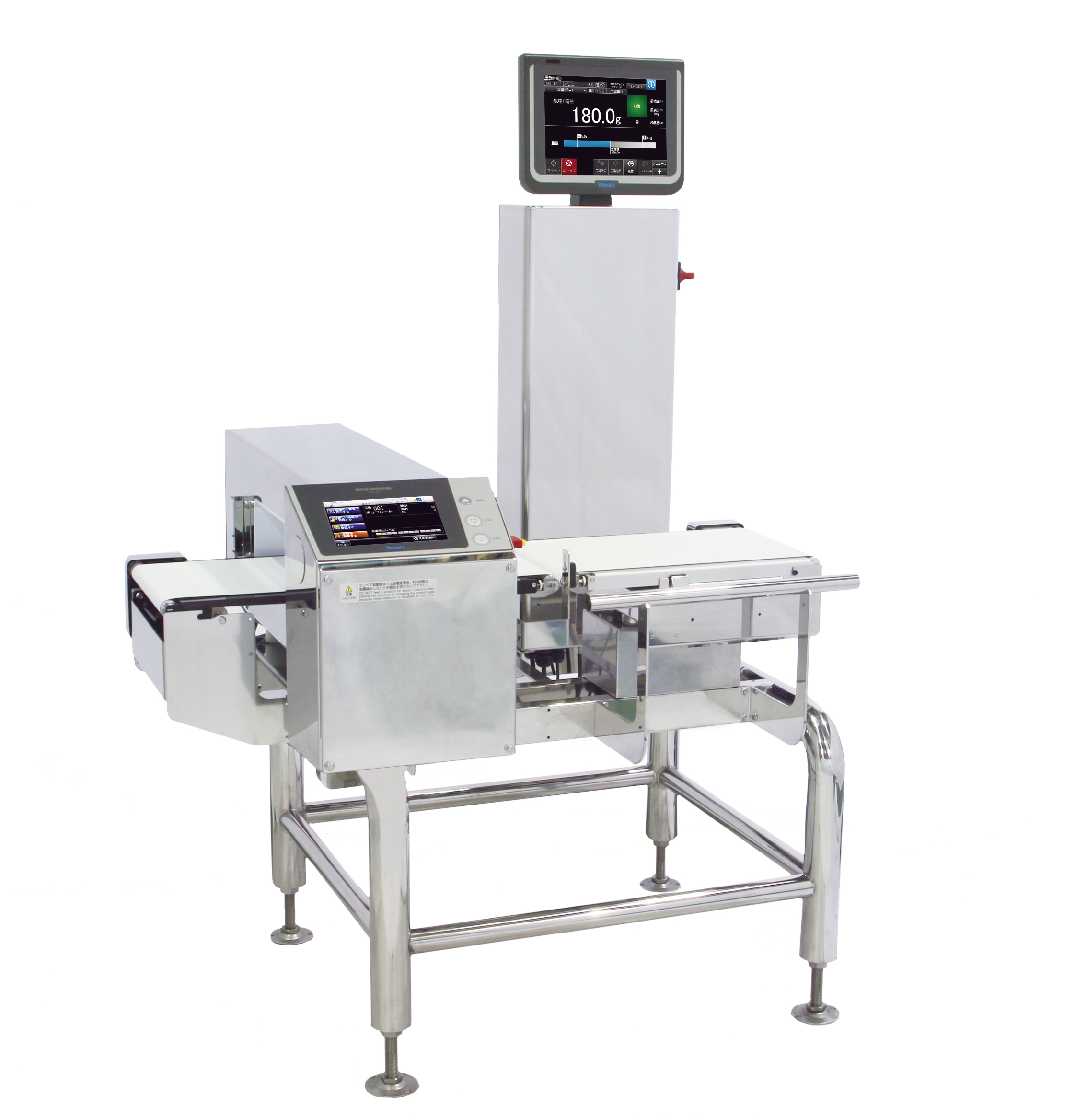
Kontrollwaage inkl. Metalldetektor